# Malye Derbety
Malye Derbety (in russo Малые Дербеты?; in calmucco Баһ Дөрвд) è un villaggio della Russia, situato in Calmucchia. Appartiene al rajon Maloderbetovskij del quale è il centro amministrativo.
Il villaggio si trova nella parte nord-occidentale della depressione caspica, 190 km a nord della città di Ėlista.